# Back to Back (film)
Pour les articles homonymes, voir Back to Back.
Pour plus de détails, voir Fiche technique et Distribution.
Back to Back est un film d'action américain réalisé par John Kincade, sorti en 1990.

## Fiche technique
- Réalisation : John Kincade
- Scénario : George Frances Skrow
- Musique : Rick Cox
- Directeur artistique : Brian Densmore
- Décors : Don Day
- Costume : Gini Kramer
- Photo : James L. Carter (en)
- Montage : Peter Maris et Kevin Michaels
- Producteur : Roger Corman, Mark Ezralow, Brad Krevoy et Steven Stabler
- Distribution : Concorde Pictures
- Format : Couleurs
- Langue : anglais
- Durée : 95 min
- Pays :  États-Unis
- Langue : anglais
- Format : couleur
- Date de sortie : 
  -  Italie : octobre 1989 (MIFED)
  -  États-Unis : 13 juin 1990 (vidéo)

## Distribution
- Bill Paxton
- Todd Field
- Apollonia Kotero
- Luke Askew
- Ben Johnson